# Maechidius angusticeps
Maechidius angusticeps är en skalbaggsart som beskrevs av Gilbert John Arrow 1941. Maechidius angusticeps ingår i släktet Maechidius och familjen Melolonthidae. Inga underarter finns listade i Catalogue of Life.